# La Toya Jackson

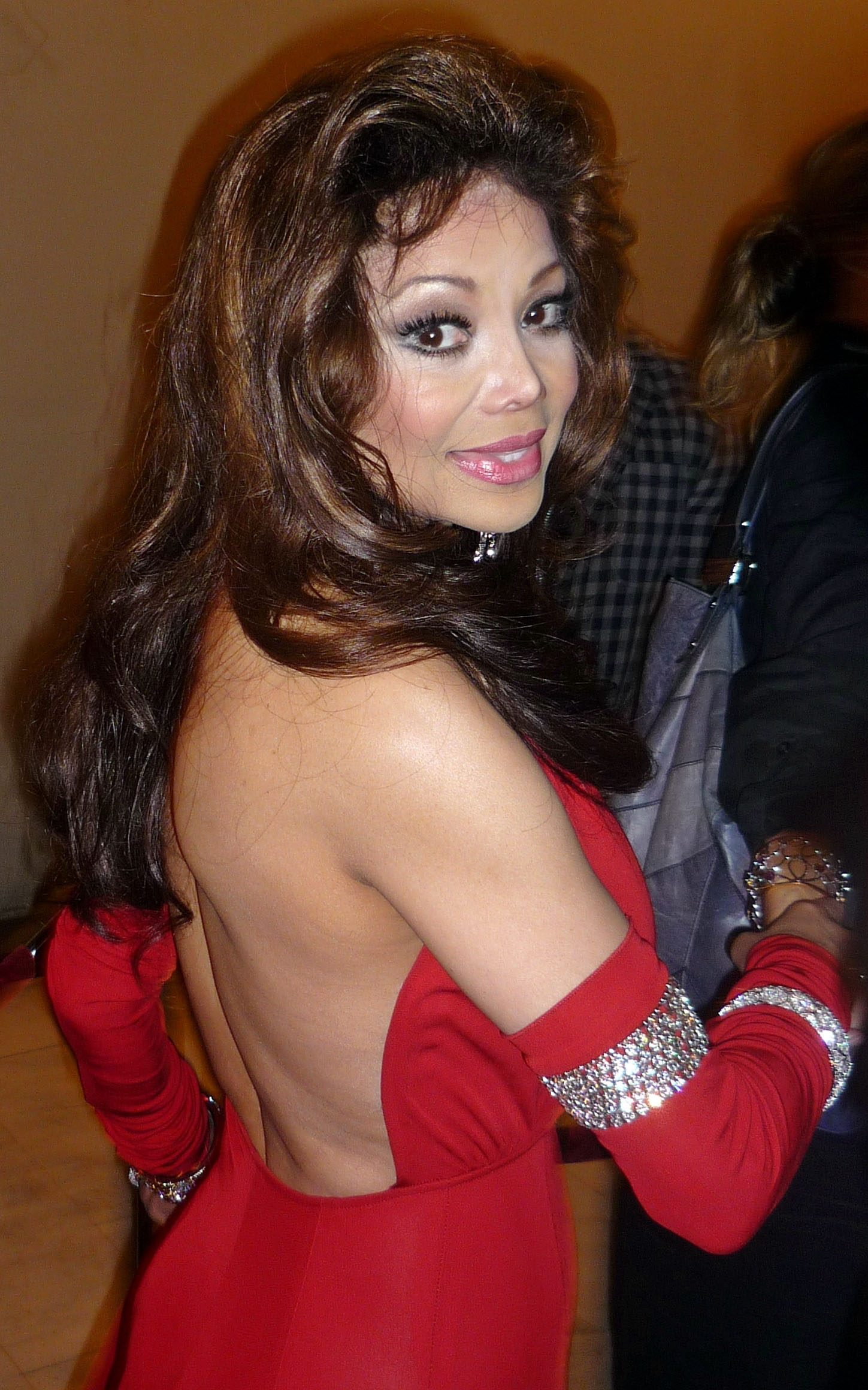
La Toya Jackson, 2010

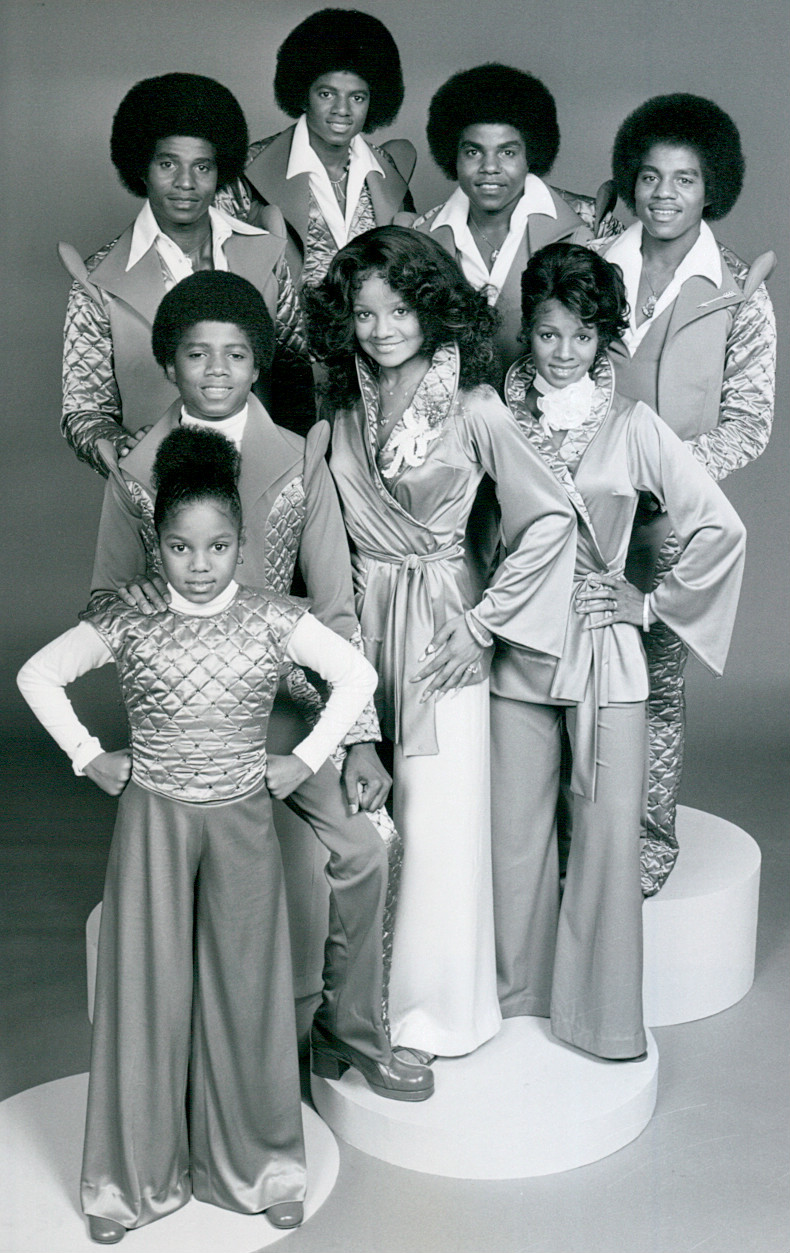
La Toya (Mitte) mit Geschwistern, 1977

La Toya Yvonne Jackson (* 29. Mai 1956 in Gary, Indiana) ist eine US-amerikanische Popsängerin. Sie ist Mitglied der musikalisch erfolgreichen Familie Jackson und die Schwester von Michael und Janet Jackson.

## Leben
La Toya ist das fünfte von neun Kindern der Jackson-Familie. Ihre Eltern sind Joseph (1928–2018) und Katherine Jackson (* 1930). La Toya war die erste Jackson-Schwester, die eine Solokarriere startete. Ihre erste Single Night Time Lover schrieb sie zusammen mit ihrem Bruder Michael. Bei dem dazugehörigen Album La Toya Jackson, das 1980 veröffentlicht wurde, wirkten u. a. Stevie Wonder und Ray Parker Jr. mit. Bis auf ihre Anfangsarbeiten wurden ihre Alben jedoch von Kritikern eher negativ beurteilt. Kommerziell konnte sie keine großen Erfolge verbuchen. In den deutschen Singlecharts hatte sie 1980 einen kleinen Achtungserfolg mit If You Feel the Funk. In den USA schaffte sie lediglich 1984 mit der Single Heart Don’t Lie den Sprung auf eine mittlere Platzierung in den amerikanischen Pop-Charts. Die meistverkaufte Platte, auf der ihre Stimme ertönt, ist aber Thriller von Michael Jackson. Hier sang sie bei P.Y.T. (Pretty Young Thing) im Hintergrund; die Platte verkaufte sich insgesamt rund 100 Millionen Mal und ist bis heute das weltweit erfolgreichste Album.
La Toya Jackson ist nicht nur Sängerin, sondern auch Komponistin. Ihre eigenen Titel schrieb sie meist zur Hälfte selbst. Außerdem schrieb sie unter anderem Reggae Night für das 1983er Album The Power and the Glory des Reggae-Musikers Jimmy Cliff. Der Titel wurde weltweit zu einem großen Erfolg. Später schrieb sie zwei weitere Titel für Cliffs Album Cliff Hanger, das im Februar 1986 mit einem Grammy ausgezeichnet wurde.
Jacksons Karriere wurde in den 1980er Jahren stark von Europa (insbesondere von Deutschland aus) geführt und gesteuert. 1987 unterschrieb sie einen Plattenvertrag bei der Hamburger Firma Teldec (heute East/West Records), die ihr 1988er Album La Toya koordinierte. Für dieses Album arbeitete Jackson auch mit dem britischen Hit-Produzenten-Trio Stock Aitken Waterman zusammen. Ihr Nachfolgealbum Bad Girl wurde von Tony Monn sogar vollständig in München aufgenommen. Vier Kompositionen stammten zudem vom deutschen Liedschreiberduo Klarmann/Weber.
Begleitet wurde ihre musikalische Karriere immer wieder von Schlagzeilen. Sie ließ sich nackt im Playboy abbilden, schrieb mit Growing Up in the Jackson Family eine schockierende Autobiografie, in der sie ihren Vater des Inzests beschuldigte, ging mit einer Boa Constrictor um den Hals einkaufen und teilte mit, dass alle Verdächtigungen gegen ihren Bruder Michael Jackson der Wahrheit entsprächen. Das tat sie zumindest noch im Jahr 1993, sagte aber später, sie habe seinerzeit unter dem Einfluss ihres Managers gestanden. Bei den erneuten Vorwürfen gegen ihren Bruder im Jahr 2004 stärkte sie ihm den Rücken.
In der Zwischenzeit hat sie sich mit ihrer Familie ausgesöhnt. Ihrer Aussage nach sei das Image des schwarzen Schafs der Familie eine Erfindung ihres 2005 verstorbenen Ex-Ehemanns und Managers Jack Gordon gewesen.
Nach ihren Playboy-Fotos trat La Toya ein halbes Jahr lang im Pariser Moulin Rouge auf und verschaffte dem bekannten Theater sechs Tage in der Woche jeweils zwei ausverkaufte Vorstellungen und sich selbst stehenden Applaus nach jeder Vorstellung. Die Gage in Millionenhöhe war das teuerste Engagement des Moulin Rouge in seiner über hundertjährigen Geschichte. Jackson verließ das Moulin Rouge jedoch sechs Monate vor Ablauf des Vertrags und wurde später vom Theater verklagt.
Auch im sozialen Bereich hat sich La Toya engagiert; zusammen mit der First Lady Nancy Reagan trat sie 1987 im Anti-Drogen-Programm Just Say NO auf.
Eine erfolgreiche Petition ihrer Fans, den selbsterklärten Toy Soldiers der „Church of La Toya“, veranlasste das Label Cherry Pop, ihr Debütalbum am 22. Mai 2006 wiederzuveröffentlichen. Es war das erste Mal, dass ihr Erstling in Großbritannien erschien.
Für 2009 war die Veröffentlichung ihres achten Albums Startin’ Over angekündigt, das ab Mitte 2002 immer wieder verschoben wurde. Aus dem Album hat La Toya Jackson 2004 zwei Singles ausgekoppelt, die jedoch nur zu Promotionszwecken an Radiostationen und Clubs geschickt wurden: Just Wanna Dance kletterte bis auf Platz 13 der amerikanischen Billboard-Dance-Charts; Free the World, angelehnt an Michael Jacksons Heal the World, schaffte es auf Platz 24. Am 28. Juli veröffentlichte La Toya die Single Home, die sie ihrem am 25. Juni 2009 verstorbenen Bruder Michael Jackson widmete. Nach dem Tod ihres Bruders wurde das Album auf unbestimmte Zeit verschoben.
Am 4. Juni 2014 gab La Toya Jackson in der Fernsehsendung Good Morning America bekannt, dass sie mit ihrem langjährigen Manager verlobt ist.
Im Februar 2019 erreichte Jackson in der ersten Staffel der US-amerikanischen Version von The Masked Singer als Alien den sechsten von insgesamt zwölf Plätzen. 2021 nahm sie an der zweiten Staffel des spanischen Pendants Mask Singer: Adivina quién canta teil, schied aber bereits in der ersten Folge aus.

## Diskografie

### Alben
| Jahr | Titel                            | Höchstplatzierung, Gesamtwochen, AuszeichnungChartplatzierungen (Jahr, Titel, Platzierungen, Wochen, Auszeichnungen, Anmerkungen) | Höchstplatzierung, Gesamtwochen, AuszeichnungChartplatzierungen (Jahr, Titel, Platzierungen, Wochen, Auszeichnungen, Anmerkungen) | Höchstplatzierung, Gesamtwochen, AuszeichnungChartplatzierungen (Jahr, Titel, Platzierungen, Wochen, Auszeichnungen, Anmerkungen) | Anmerkungen                                                                          |
| Jahr | Titel                            | DE | US | R&B | Anmerkungen                                                                          |
| ---- | -------------------------------- | --- | --- | --- | ------------------------------------------------------------------------------------ |
| 1980 | LaToya Jackson Polydor 6291      | — | US116 (13 Wo.)US | R&B26 (20 Wo.)R&B | Erstveröffentlichung: September 1980 Produzent: Ollie Brown                          |
| 1981 | My Special Love Polydor 6328     | — | US175 (3 Wo.)US | — | Erstveröffentlichung: September 1981 Produzenten: Ollie Brown, Randy Jackson         |
| 1984 | Heart Don’t Lie Private I. 39361 | — | US149 (6 Wo.)US | R&B65 (3 Wo.)R&B | Erstveröffentlichung: Mai 1984 Produzenten: Amir Bayyan, Howard Hewett, Tito Jackson |

Weitere Veröffentlichungen
- 1986: Imagination
- 1988: La Toya / You’re Gonna Get Rocked
- 1990: Bad Girl
- 1991: No Relations
- 1992: Formidable
- 1994: From Nashville to You
- 1995: Stop in the Name of Love
- 2002: Startin’ Over (nur als Promo erschienen)

### Kompilationen
- 1993: World of LaToya Jackson: Sexual Feeling (VÖ: 15. März)
- 1996: Sexual Feeling (VÖ: 24. Juni)

### Singles
| Jahr | Titel Album                                         | Höchstplatzierung, Gesamtwochen, AuszeichnungChartplatzierungen (Jahr, Titel, Album, Platzierungen, Wochen, Auszeichnungen, Anmerkungen) | Höchstplatzierung, Gesamtwochen, AuszeichnungChartplatzierungen (Jahr, Titel, Album, Platzierungen, Wochen, Auszeichnungen, Anmerkungen) | Höchstplatzierung, Gesamtwochen, AuszeichnungChartplatzierungen (Jahr, Titel, Album, Platzierungen, Wochen, Auszeichnungen, Anmerkungen) | Höchstplatzierung, Gesamtwochen, AuszeichnungChartplatzierungen (Jahr, Titel, Album, Platzierungen, Wochen, Auszeichnungen, Anmerkungen) | Anmerkungen                                                                                   |
| Jahr | Titel Album                                         | DE | US | R&B | Dance | Anmerkungen                                                                                   |
| ---- | --------------------------------------------------- | --- | --- | --- | --- | --------------------------------------------------------------------------------------------- |
| 1980 | Night Time Lover LaToya Jackson                     | — | — | R&B59 (8 Wo.)R&B | — | Erstveröffentlichung: August 1980 Autoren: La Toya Jackson, Michael Jackson                   |
| 1980 | If You Feel the Funk LaToya Jackson                 | DE42 (7 Wo.)DE | — | R&B40 (14 Wo.)R&B | Dance17 (20 Wo.)Dance | Erstveröffentlichung: Oktober 1980 Autoren: Dorie Pride, Kamau Peterson                       |
| 1981 | Stay the Night My Special Love                      | — | — | R&B31 (11 Wo.)R&B | — | Erstveröffentlichung: Juli 1981 Autoren: Billy Ocean, Ken Gold Original: Billy Ocean, 1981    |
| 1983 | Bet’cha Gonna Need My Lovin’ Heart Don’t Lie        | — | — | R&B22 (11 Wo.)R&B | Dance55 (7 Wo.)Dance | Erstveröffentlichung: Juli 1983 Autoren: Amir Bayyan, Cynthia Huggins, Kelly Barretto         |
| 1984 | Heart Don’t Lie                                     | — | US56 (8 Wo.)US | R&B29 (11 Wo.)R&B | — | Erstveröffentlichung: April 1984 Autor: Amir Bayyan                                           |
| 1984 | Hot Potato Heart Don’t Lie                          | — | — | R&B43 (11 Wo.)R&B | Dance38 (9 Wo.)Dance | Erstveröffentlichung: August 1984 Autoren: Amir Bayyan, La Toya Jackson                       |
| 1986 | He’s a Pretender Imagination                        | — | — | R&B76 (4 Wo.)R&B | — | Erstveröffentlichung: Januar 1986 Autoren: Gary Goetzman, Mike Piccirillo                     |
| 1986 | Oops, Oh No! Cerrone’s Collection                   | — | — | R&B89 (2 Wo.)R&B | — | Erstveröffentlichung: November 1986 mit Cerrone Autoren: Cerrone, Donnell Spencer, Nick Mundy |
| 1988 | You’re Gonna Get Rocked La Toya                     | — | — | R&B66 (5 Wo.)R&B | — | Erstveröffentlichung: Oktober 1988 Autoren und Original: Full Force, 1988                     |
| 2005 | Free the World (Jason Randolph Remix) Startin’ Over | — | — | — | Dance24 (11 Wo.)Dance | Erstveröffentlichung: Dezember 2004 Autoren: La Toya Jackson, Jeffré Phillips, Peter Roberts  |

Weitere Singles
- 1981: Giving You Up
- 1981: Mi amor te hizo a un lado (My Love Has Passed You By)
- 1981: I Don’t Want You to Go (VÖ: Oktober)
- 1984: Private Joy
- 1985: Baby Sister
- 1986: Imagination (Remix)
- 1986: Yes, I’m Ready
- 1987: (Ain’t Nobody Loves You) Like I Do
- 1988: (Tell Me) He Means Nothing to You at All
- 1988: You Blew
- 1989: Such a Wicked Love (VÖ: Februar)
- 1989: Bad Girl
- 1990: Sexual Feeling (La Toya Remix)
- 1990: You and Me
- 1991: Sexbox
- 1991: Why Don’t You Want My Love?
- 1991: Wild Side
- 1992: Let’s Rock the House
- 1996: I Can’t Help Myself
- 1998: Don’t Break My Heart (mit Tom Beser)
- 2004: Just Wanna Dance (Jason Randolph Remix)
- 2007: I Don’t Play That
- 2009: Home(VÖ: 28. Juli)
- 2011: Starting Over (Songs That Inspired the Book) (EP mit 7 AAC-Files; VÖ: 21. Juni)
- 2014: Feels Like Love (VÖ: 21. Juli)
- 2015: Trouble (La Remixes) (VÖ: 22. September)
- 2016: Tehran (Andy feat. La Toya Jackson; VÖ: 11. März)

### Videoalben
- 1989: A Sizzling Spectacular!
- 1989: Latoya Jackson
- 1995: Exotic Club Tour
- 1995: Step Up Workout

### Filmographie
Gastauftritt bei „Ein Colt für alle Fälle“ – „Auftritt für Valerie“